# Bertholdia trigona
Bertholdia trigona és un gènere de lepidòpters ditrisis de la família Erebidae, subfamília Arctiinae.

## Distribució
És freqüent en el sud-oest dels Estats Units.

## Ecologia
En els estudis realitzats a la Universitat Wake Forest, es va demostrar que aquestes papallones han desenvolupat la capacitat d'interrompre l'ecolocalització dels ratpenats.